# Contarinia phellodendrobia
Contarinia phellodendrobia är en tvåvingeart som beskrevs av Nikolai Vasilevich Kovalev 1972. Contarinia phellodendrobia ingår i släktet Contarinia och familjen gallmyggor. Inga underarter finns listade i Catalogue of Life.